# Truman Van Dyke
Truman Van Dyke (15 de novembro de 1897 – 6 de maio de 1984) foi um ator de cinema estadunidense da era do cinema mudo que atuou em 13 filmes entre 1918 e 1924.

## Biografia
Truman nasceu em Natchez, Mississippi, graduou-se no Mississippi A&M College e ainda era um ator amador quando assinou com a Triangle Studios aos 21 anos. Seu primeiro filme foi A Lady's Name, em 1918, pela Select Pictures Corporation, em que atuou em um papel secundário. Em 1919, atuou no seriado The Red Glove, substituindo o ator Pat O'Malley, que atuara no início do seriado. Truman atuou nos capítulos finais, fazendo o papel principal Kern Thodes. Em The Peddler of Lies (1920), atuou num papel indeterminado, creditado como Truman Dyke Van Dyke. Atuou em papéis mais importantes em filmes e seriados tais como The Jungle Goddess (1922), ao lado de Elinor Field, e The Midlanders (1920). Seu último filme foi o drama curta-metragem Maud Muller (1924).
Quando iniciaram os filmes sonoros, a carreira de Van Dyke terminou devido ao seu forte sotaque sulista. Em 1935, o seriado Queen of the Jungle usou cenas de arquivo do ator, retiradas do seriado anterior The Jungle Goddess. Em 1932, Truman criou e gerenciou a Truman Van Dyke Motion Picture Insurance Agency, agência especializada em cinema. Em 1953, Truman aliou-se a seu filho Truman Jr., e foi criada a Truman Van Dyke Company, que posteriormente aliou entre suas funções o seguro cinematográfico.

## Vida pessoal e morte
Sua esposa Irene Brouillet era figurinista, e ganhou o Oscar de figurino em 1964, pelo filme Cleópatra. Seu filho Truman Van Dyke Jr. atuou em vários filmes como ator mirim, inclusive na clássica cena do trem em Gone With The Wind. Truman Jr. juntou-se ao pai, criando a Truman Van Dyke Company em 1953.
Truman faleceu em 6 de maio de 1984 em Los Angeles, de problemas cardíacos, e está sepultado no Hollywood Forever Cemetery, em Los Angeles. 

## Filmografia
- A Lady's Name (1918)
- The Wishing Ring Man (1919)
- The Red Glove (seriado, 1919)
- The Mad Marriage (1921)
- The Peddler of Lies (1920, como Truman Dyke Van Dyke)
- The Midlanders (1920)
- The Jungle Goddess (1922)
- Daughters of Today (1924)
- Maud Muller (1924)
- Queen of the Jungle (1935, cenas de arquivo de The Jungle Goddess)